# نادي بروسك
نادي بروسك الرياضي هو فريق كرة قدم عراقي يقع مقره في أربيل، يلعب في الدوري العراقي الدرجة الثانية. والدوري الكردستاني الممتاز.

## الإنجازات

### محلي
- الدوري الكردستاني الممتاز
  - الفائز (2): 2007–08، 2008–09

## روابط خارجية
- نادي بروسك على Goalzz.com
- أندية العراق - تواريخ التأسيس